# Siemion Antonow
Siemion Siergiejewicz Antonow (ros. Семён Сергеевич Антонов; ur. 18 lipca 1989) – rosyjski koszykarz występujący na pozycji niskiego skrzydłowego, obecnie zawodnik CSKA Moskwa. W 2012 roku zdobył brązowy medal olimpijski w Londynie.

## Osiągnięcia
Stan na 18 lutego 2020, na podstawie, o ile nie zaznaczono inaczej.
Klubowe
- Mistrz:
  - Euroligi (2019)
  - Mistrz Rosji/VTB (2017–2019)
- Wicemistrz VTB (2014)
- Brąz Euroligi (2017)
- 4. miejsce w lidze VTB (2015)
- Uczestnik rozgrywek EuroChallenge (2010–2012)

Indywidualne
- Uczestnik meczu gwiazd VTB (2020)[3]

Reprezentacja
- Mistrz uniwersjady (2013)
- Brązowy medalista:
  - olimpijski (2012)
  - mistrzostw Europy (2011)
- Uczestnik Eurobasketu:
  - 2011, 2013 – 21. miejsce, 2015 – 17. miejsce, 2017 – 4. miejsce
  - U–20 (2008 – 9. miejsce, 2009 –  9. miejsce)
  - U–18 (2007 – 10. miejsce)